# Dyspnoi
Los dispnoos (Dyspnoi) son un suborden de opiliones que incluye unas 320 especies propias del Hemisferio Norte,  algunas de gran tamaño.

## Taxonomía
El suborden Dyspnoi incluye nueve familias, dos de ellas extintas, repartidas en dos  superfamilias:
- Superfamilia Ischyropsalidoidea Simon 1879

Ceratolasmatidae Shear 1986
Ischyropsalididae Simon 1879
Sabaconidae Dresco 1970
- Superfamilia Troguloidea Sundevall 1833

Dicranolasmatidae Simon 1879
Nemastomatidae Simon 1872
Nemastomoididae Petrunkevitch 1955 † (fósil: Carbonífero)
Nipponopsalididae Martens 1976
Eotrogulidae † (fósil: Carbonífero)
Trogulidae Sundevall 1833